# Miguel Calderon Gomez
Miguel Calderon Gomez, född 20 oktober 1950, är en kubansk basketspelare som tog tog OS-brons 1972 i München. Detta var Kubas första tillika enda OS-medalj i basket.